# Paranepanthia
Paranepanthia is een geslacht van zeesterren uit de familie Asterinidae.

## Soorten
- Paranepanthia aucklandensis (Koehler, 1920)
- Paranepanthia brachiata (Koehler, 1910)
- Paranepanthia grandis (H.L. Clark, 1928)
- Paranepanthia platydisca (Fisher, 1913)